# Oorlog van de Drievoudige Alliantie
De Oorlog van de Drievoudige Alliantie (1865-1870) was de oorlog van Paraguay tegen een alliantie bestaande uit Brazilië, Argentinië en Uruguay. Het was de ergste oorlog die het Zuid-Amerikaanse continent ooit gekend heeft. Door toedoen van Paraguay werd de helft van het werelddeel in een totale oorlog meegesleurd.
Tijdens deze strijd vielen meer dodelijke slachtoffers dan in ieder ander Zuid-Amerikaans conflict. Bij aanvang van het conflict telde Paraguay rond 525.000 inwoners en na afloop waren dat er nog ongeveer 221.000 in 1871, waarvan nog rond 28.000 mannen. De slachtoffers kwamen niet alleen om door oorlogsgeweld, maar ook door ondervoeding, ziekte en als gevolg van marteling en moord van eigen burgers onder López.
Hoewel deze oorlog geen mondiale gevolgen had, bleek dit achteraf toch een historische mijlpaal te zijn. Het zorgde voor een duidelijke indicatie dat de tijden aan het veranderen waren en dat oorlogen een steeds grimmiger, 20ste-eeuwse karakter aannamen. Net als de Amerikaanse burgeroorlog voorheen en de Frans-Duitse Oorlog nadien kenmerkte deze oorlog zich door modernere en dus dodelijkere wapens. Het nationalisme had nu wereldwijd ingang gevonden en dit had zijn effect op de oorlogen. De Oorlog van de Drievoudige Alliantie was een van de allereerste totale oorlogen, een nieuwe vorm van oorlog voeren, wat zich zou verderzetten met de Eerste en Tweede Wereldoorlog.

## Achtergrond van het conflict

### Paraguay voor de oorlog
Historici hebben Paraguay lang als een buitenbeentje beschouwd omdat het zich op een andere manier ontwikkelde dan andere Zuid-Amerikaanse landen. De presidenten José Gaspar Rodríguez de Francia (1813–1840) en Carlos Antonio López (1841–1862) stelden zich tot doel om van Paraguay een land te maken dat economisch niet afhankelijk was van de omringende landen, ook al grensde het land niet aan een oceaan.

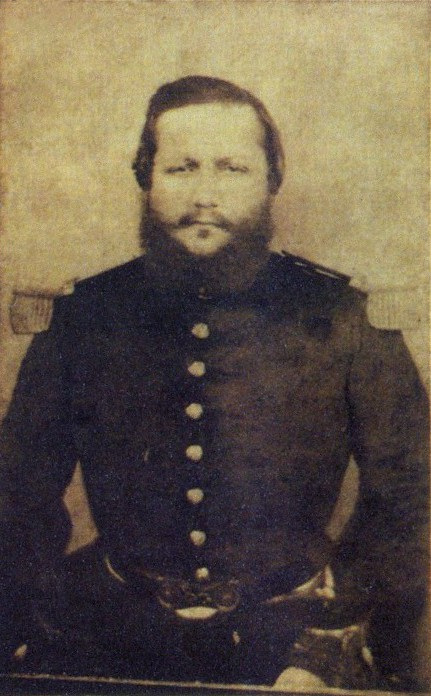
Francisco Solano López, president van Paraguay

Dictator Carlos Antonio López kwam in 1840 aan de macht en bouwde een sterk gecentraliseerde staat uit waar weinig plaats was voor tegenspraak. Hij regeerde het land als ware het zijn privédomein, een houding die overgenomen zou worden door zijn zoon en opvolger Francisco Solano López. De nieuwe president werd geïnstalleerd in 1862 en hield de strakke lijn aan inzake handel met de buitenwereld. Paraguay was protectionistisch. Nooit werden er buitenlandse leningen aanvaard en import werd belemmerd met hoge douanerechten.
Op militair gebied was de situatie echter anders. Solano López moderniseerde in snel tempo het Paraguayaanse leger en de nationale industrie. Buitenlandse technici werden aangeworven om het land op technologisch vlak vooruit te helpen. Al gauw werden telegraaflijnen en spoorwegen aangelegd waarmee men de staal-, textiel-, papier-, inkt- en wapenindustrie een boost gaf. Op deze manier bouwde men een leger uit dat in Zuid-Amerika zijn gelijke niet kende.
Zoals reeds werd aangegeven is Paraguay een land dat niet aan een oceaan grensde. Via rivierhavens kon men wel de Atlantische Oceaan bereiken, maar hiervoor diende men eerst het keizerrijk Brazilië te passeren om vervolgens in de Rio de la Plata uit te komen. Dit gebied was in handen van Uruguay en Argentinië. President Solano López broedde echter op een plan om zeehavens te verkrijgen. Deze waren nodig indien Paraguay militair en industrieel verder wilde doorgroeien. Tegenwoordig wordt aangenomen dat de man droomde van een "Groot-Paraguay", een Paraguay dat grote delen van de omliggende landen zou inlijven en zich aldus een doorgang zou forceren naar de Atlantische Oceaan.
Om deze expansionistische intenties kracht bij te zetten begon president López zijn leger verder uit te bouwen. De oorlogsindustrie werd aangemoedigd en grote aantallen mannen werden gemobiliseerd. Deze dienstplichtigen werden onderworpen aan een intensieve militaire training.
In 1864 kreeg president Solano López uiteindelijk de aanleiding tot de oorlog die hij zo graag wilde: Brazilië dreigde zich te bemoeien met de Uruguayaanse politiek en dit kon Solano López namens Paraguay, de zelfverklaarde continentale grootmacht, niet laten gebeuren. Om de Uruguayaanse Blancopartij te hulp te schieten verklaarde Paraguay de oorlog aan zijn grote buurland. Brazilië (en Argentinië) steunden de tegenstander van deze Blancopartij, de zogenaamde Coloradopartij.
Hoewel Argentinië neutraal wilde blijven in deze oorlog werd het land al gauw voor voldongen feiten geplaatst toen Paraguay zijn buurland verzocht om de grenzen open te stellen voor zijn troepen. Op deze manier wilde López namelijk Uruguay bereiken alwaar zijn soldaten de Braziliaanse troepen zouden treffen. De weigering van de Argentijnse regering betekende de facto dat het land meegesleurd zou worden in deze oorlog. Kort na deze weigering viel Paraguay de noordelijke Corrientes Provincie binnen.

### Twistappel Rio de la Plata

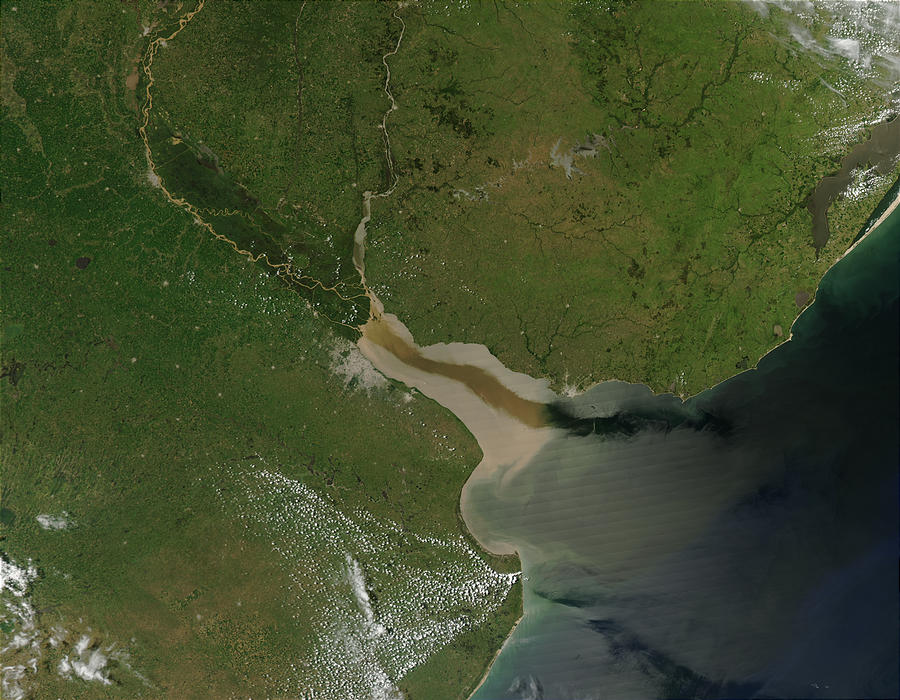
Satellietfoto van de Paraná en de Uruguay die uitmonden in de Rio de la Plata. De noordelijke oever is Uruguay en de zuidelijke oever Argentinië.

Sedert de onafhankelijkheid van Brazilië en Argentinië woedde er bijna voortdurend een strijd tussen Buenos Aires en Rio de Janeiro (de toenmalige hoofdstad van Brazilië) om de hegemonie over de Rio de la Plata, de monding waar de Paraná en de Uruguay in de Atlantische Oceaan uitmonden. Dit stroomgebied was van bijzonder strategisch belang voor de gehele regio en de volledige diplomatieke en politieke relaties tussen de beide naties werden hierdoor bepaald, in die mate zelfs dat Brazilië tot tweemaal toe bijna ten oorlog trok tegen zijn zuidelijke buur.

Onderling betwiste gebieden in 1864

De vijandigheden tussen Argentinië en Brazilië speelden aanvankelijk in de kaart van hun gemeenschappelijke buurland Paraguay. Brazilië, toen nog als onderdeel van de Portugese koloniën, was het eerste land dat in 1811 de onafhankelijkheid van Paraguay erkende en toen Argentinië onder het leiderschap van Juan Manuel Rosas (1829–1852) stond, droeg Brazilië zelfs bij tot het versterken en ontwikkelen van het Paraguayaanse leger. In de Argentijnse president Rosas zagen de beide naties een gemeenschappelijke vijand en de Brazilianen dachten op dat moment te investeren in een bondgenoot waar ze in crisistijden nog veel aan zouden hebben.
Wanneer men naar de Rio de la Plata verwijst, komt men ook automatisch ook bij Uruguay uit. Het land lag aan de noordzijde van het stroomgebied, wat ervoor zorgde dat wie de Rio de la Plata of Zilverrivier wilde controleren, invloed diende te verwerven in Uruguay. Zowel de Brazilianen als de Argentijnen hadden dit goed begrepen en probeerden Uruguay binnen hun invloedssfeer te krijgen. Het Braziliaanse keizerrijk voerde om deze reden een drietal politieke en militaire interventies uit in Uruguay: een eerste maal in 1851 tegen Manuel Oribe, om de Argentijnse invloed in het land terug te dringen; een tweede maal in 1855, op verzoek van Brazilië's traditionele bondgenoot, de Coloradopartij en een derde maal in 1864 tegenover de Uruguayaanse president Atanásio Aguirre. Het was deze laatste interventie die de oorlog met Paraguay veroorzaakte, of beter gesteld, het was deze laatste interventie die Paraguay een reden gaf om in een oorlog met Brazilië verwikkeld te raken.

### De interventie tegen president Aguirre
In april 1864 stuurde het Keizerrijk een diplomatieke missie richting Uruguay om herstelbetalingen te eisen van Montevideo. Brazilië was van mening dat verschillende van zijn Gaucho-boeren schade hadden geleden tijdens grensconflicten met Uruguayaanse boeren. De Uruguayaanse president Atanásio Aguirre, die lid was van de nationale Blanco Partij, verwierp echter de Braziliaanse eisen.
Solano López bood zich aan als bemiddelaar. De Brazilianen voelden hier evenwel weinig voor en wezen zijn voorstel af. López, die in zijn ego was gekrenkt, verbrak hierop alle diplomatieke betrekkingen met zijn buurland en verklaarde dat een eventuele bezetting van Uruguay door Braziliaanse troepen als een aanval op het evenwicht in de gehele Rio de la Plata regio zou aanzien worden.
De Brazilianen waren hier hoegenaamd niet van onder de indruk en op 12 oktober 1864 vielen hun troepen Uruguay binnen. De aanhangers van de Colorado partijvoorzitter Venancio Flores, die trouwens ook de steun genoot van de Argentijnen, sloten zich aan bij de Braziliaanse soldaten en zetten aldus samen met de Brazilianen president Aguirre af.

## De oorlog

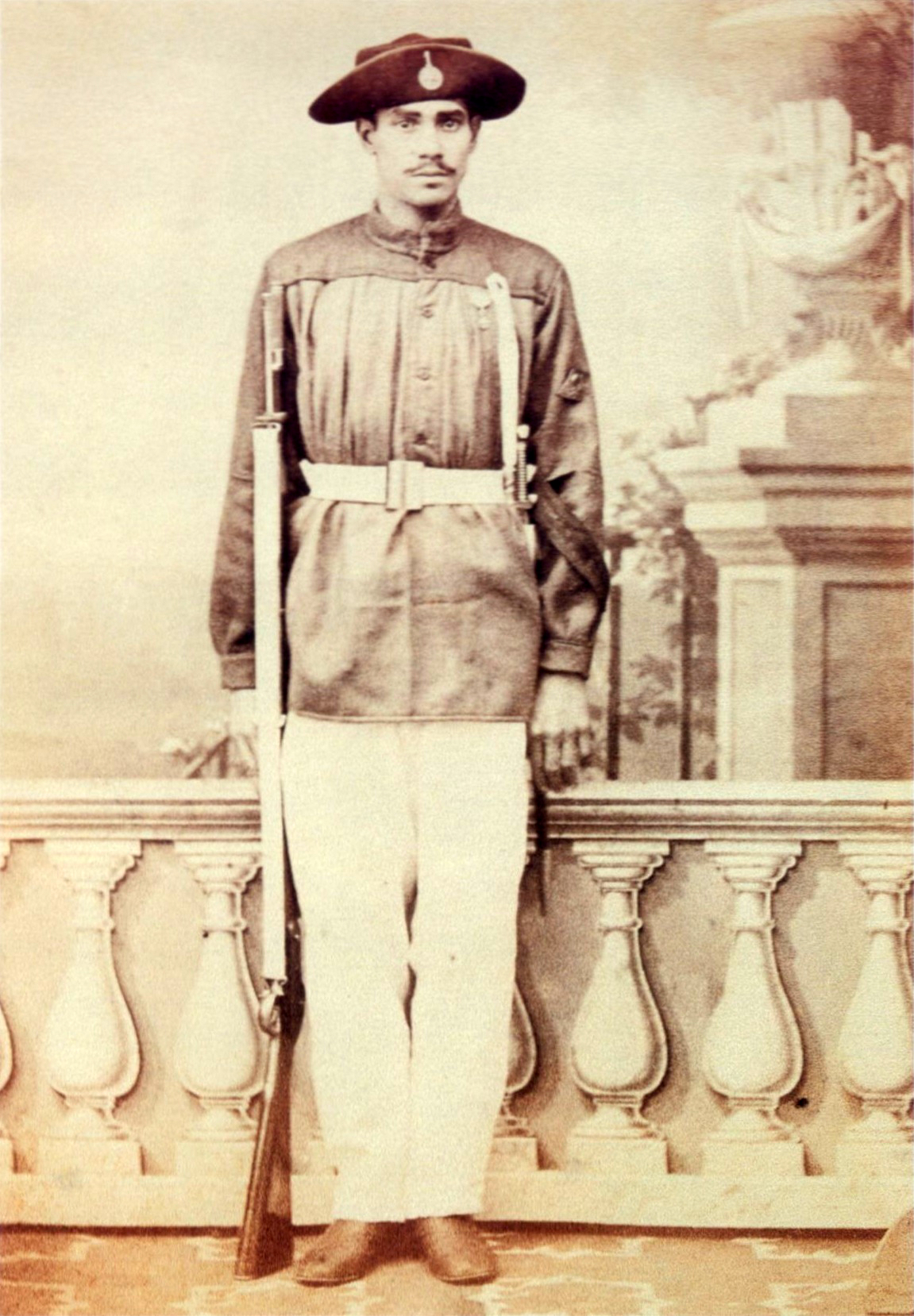
Een Braziliaanse korporaal van het eerste bataljon vaderlandse vrijwilligers. Lid van de infanterie in 1865.

Toen ze door Brazilië werden aangevallen, vroegen de Uruguayaanse Blanco's snel om steun bij Solano López, maar deze kwam zijn bondgenoten niet onmiddellijk ten hulp. Pas een maand na de Braziliaanse inval in Uruguay verklaarde Paraguay de oorlog aan het keizerrijk en drie maanden later ook aan Argentinië. Uruguay werd ondertussen geleid door Venancio Flores en hij bracht zijn land, niet echt verrassend, in een alliantie met Argentinië en Brazilië tegenover Paraguay.
Paraguay was de laatste jaren op militair vlak uitgegroeid tot een Zuid-Amerikaanse supermacht, in die mate zelfs dat het land over een groter leger beschikte dan zijn drie opponenten samen. Een Braziliaans onderzoek toonde echter later aan dat de Paraguayanen inderdaad over meer soldaten beschikten, maar dat deze bijzonder slecht waren uitgerust en een gebrek aan ervaring hadden. Bovendien bleek het een grote handicap te zijn dat President López alle beslissingen zelf wilde nemen, zonder een soort van chain of command uit te bouwen. Verder bleek er een gebrek aan munitie en proviand te zijn en waren de logistiek en hospitalen van bijzonder slechte kwaliteit.
De legers van de alliantie waren dus een stuk kleiner dan het Paraguayaanse leger, dat uit zo'n 70 000 tot 100 000 man bestond. Argentinië beschikte bv. over slechts 8500 soldaten, Uruguay telde minder dan 2000 manschappen en geen vloot, terwijl het grote Brazilië een leger van zo'n 16 000 soldaten had. Het grote voordeel van de Braziliaanse strijdkrachten zou evenwel de vloot blijken. Deze was reeds aanwezig in de Rio de la Plata nadat Brazilië Uruguay was binnengevallen en kon dus vrij snel worden ingezet tegen Paraguay. De Braziliaanse vloot telde 45 schepen met 239 kanonnen en 4000 goed getrainde matrozen.
Voor het overige kon Brazilië weinig tegenover de Paraguayanen zetten. Het Braziliaanse leger was niet voorbereid op een oorlog, totaal niet georganiseerd en de troepen die men had ingezet om een interventie in Uruguay uit te voeren bestonden vooral uit gewapende gaucho's en leden van de Nationale Garde. De Braziliaanse infanterie die werd ingezet in de Paraguayaanse Oorlog bestond nagenoeg volledig uit vrijwillers in plaats van professionele soldaten. Deze Voluntários da Pátria werden vooral gerekruteerd uit de landloze, vooral zwarte onderklasse, terwijl leden van de Nationale Garde van Rio Grande do Sul de cavalerie vormden. Naarmate de oorlog duurde, kon Brazilië steeds meer troepen in de strijd werpen. Men heeft berekend dat het land gedurende de hele oorlog, van 1864 tot 1870, ongeveer 146 000 soldaten ingezet heeft, maar dit waren dus bijna allemaal vrijwilligers, nationale gardes en ex-slaven die hun vrijheid hadden verkregen zodat ze naar het front konden worden gestuurd.

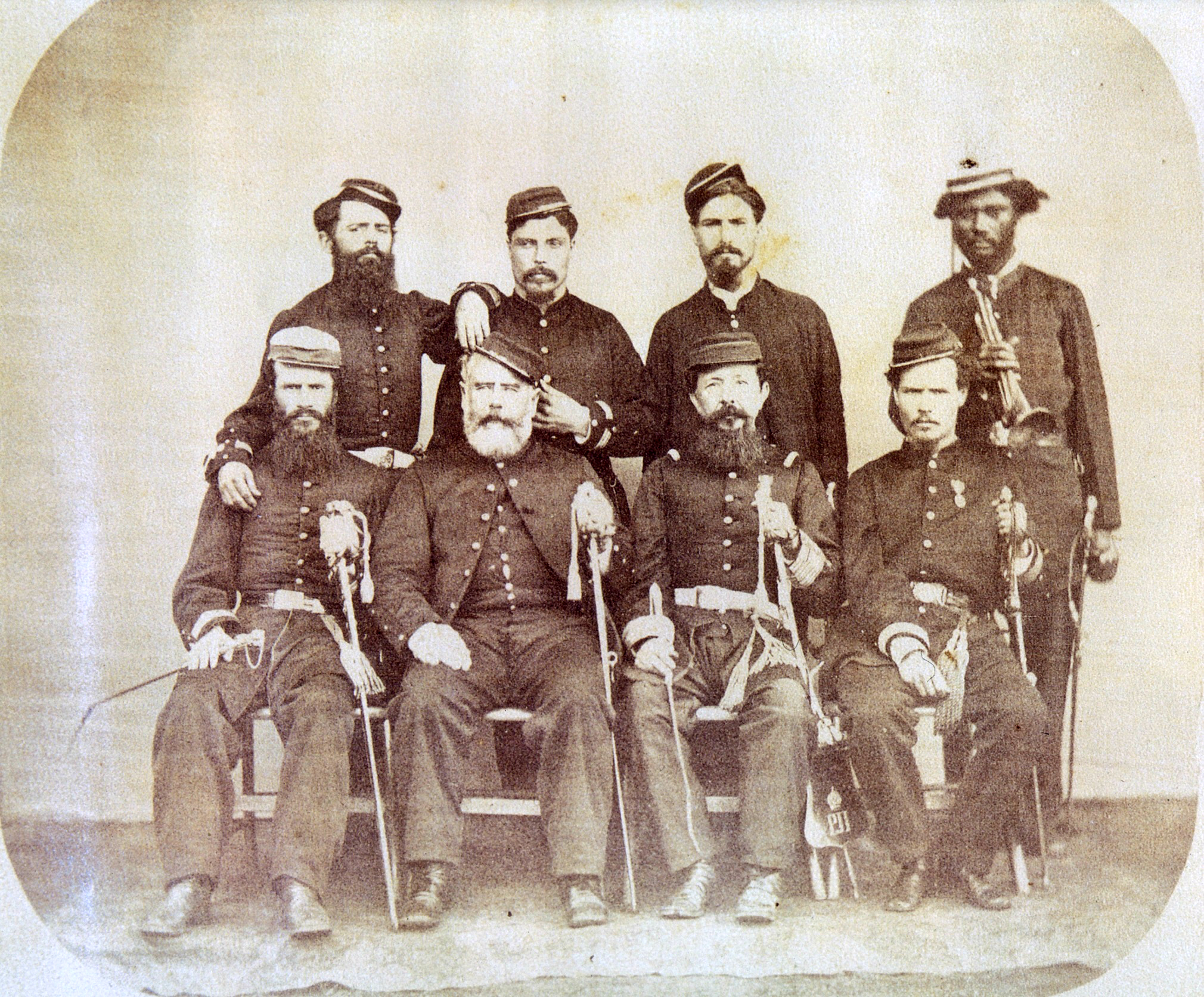
Braziliaanse soldaten met staande, 2e van rechts, Chico Diabo, de man verantwoordelijk voor de dood van president López.
(ca.1870)

Aanvankelijk nam Paraguay het initiatief en behaalde redelijk wat successen, maar het keerpunt kwam er toen de Paraguayaanse vloot werd vernietigd door de Brazilianen en de Alliantietroepen hierop konden doordringen tot de Paraguayaanse hoofdstad Asunción. President López sneuvelde in 1870, waarop Paraguay zich uiteindelijk overgaf.
De rekening die het land moest betalen was hoog: het land was verwoest, 150.000 km² land moest worden afgestaan aan de buurlanden, en meer dan de helft van de bevolking had de oorlog niet overleefd. Het waren vooral mannen die de strijd niet hadden overleefd. Een aantal beweert dat de Kerk daarom tijdelijk zelfs polygamie heeft toegestaan, maar hier is niets van terug te vinden. De economie zou nog jaren in een dip blijven.
Saillant detail: de laatste woorden van López waren: "Ik sterf met mijn land". Het scheelde niet veel of het was effectief zo uitgedraaid voor Paraguay. De Argentijnen wilden Paraguay in twee delen breken en het op deze manier verdelen tussen zichzelf en Brazilië. Deze laatste durfde het echter niet aan om Paraguay te laten verdwijnen als natie, omdat het land nog een aanzienlijke som geld diende terug te betalen aan Groot-Brittannië, een belangrijke handelspartner van Brazilië. Tevens leek het de Brazilianen een goed idee om Paraguay als buffer te behouden tussen hun land en eeuwige rivaal Argentinië. Men had dan wel aan dezelfde kant gevochten tijdens deze oorlog, dit wilde nog niet zeggen dat de spanning tussen de beide landen nu eens en voor altijd was verdwenen.

## Mortaliteit en demografische gevolgen
Naar het einde van de oorlog toe raakten de voorraden en wapens van de Paraguayanen op. De troepen raakten meer en meer gedemoraliseerd en hier en daar gingen stemmen op om zich over te geven. Hier wilde president López niets van weten. Draconische maatregelen werden genomen, waarbij ieder die het woord overgave nog maar durfde uit te spreken, of dit nu een soldaat of officier was, voor het vuurpeloton werd gebracht. Dit had als resultaat dat de moraal van de troepen nog verder afnam. Paraguay werd tijdens deze oorlog ongemeen hard geraakt. Bijna het volledige Paraguayaanse leger werd van de kaart geveegd door de legers van de Alliantie.

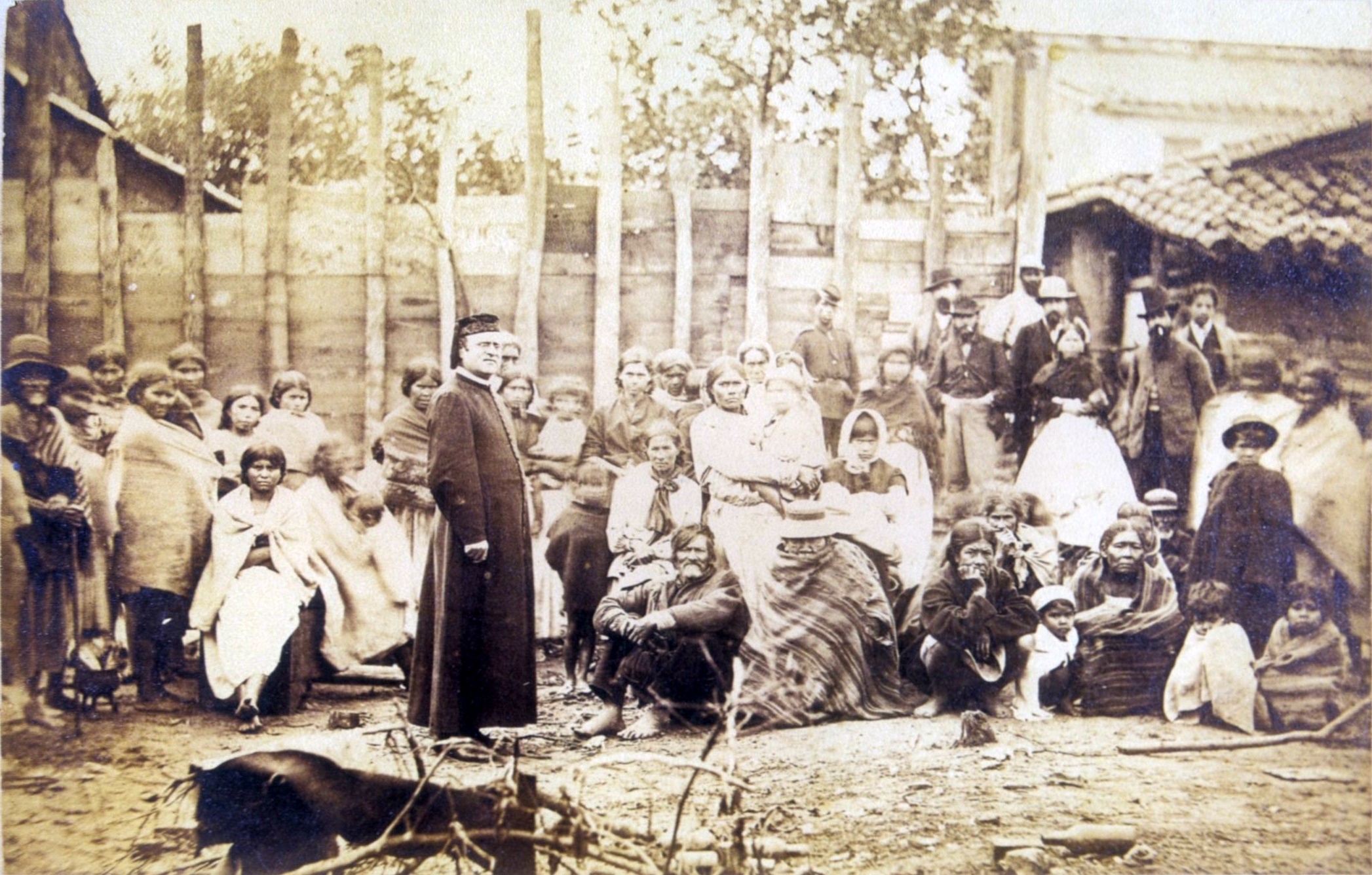
Paraguayaanse vluchtelingen in San Pedro circa 1869

Algemeen aanvaarde cijfers over het aantal slachtoffers bestaan niet. Naar schatting circa 300.000 Paraguayanen zouden tijdens deze oorlog echter het leven hebben gelaten. Het leeuwendeel betrof burgerslachtoffers. Men neemt aan dat Paraguay voor de oorlog ongeveer 525.000 inwoners telde, terwijl dit er na de oorlog nog slechts 221.000 waren, waarvan slechts 28.000 mannen. Nagenoeg de gehele mannelijke bevolking had het leven gelaten tijdens de oorlog.
De geallieerden hadden natuurlijk ook te maken met gesneuvelden, maar hier betrof het eerder militaire slachtoffers in plaats van burgerslachtoffers. De Brazilianen hadden naar schatting 50.000 man verloren, Uruguay ongeveer 5.600 (waarvan verscheidene van buitenlandse afkomst) en Argentinië had 18.000 van zijn 30.000 soldaten tijdens de oorlog zien sneuvelen. Het grote verschil met Paraguay was vooral de komaf van de ingezette soldaten. Terwijl Paraguay zijn volledige mannelijke bevolking in de strijd wierp, werden door de geallieerden eerder vrijwilligers, buitenlanders en mensen van Afrikaanse origine ingezet. Het waren mensen die in het negentiende-eeuwse Zuid-Amerika tot de lagere sociale klassen werden gerekend en het sneuvelen van deze soldaten werd door de gezaghebbende elite als een aanvaardbaar offer gezien.
De Paraguayaanse Oorlog kende een zeer hoge mortaliteit, vooral te wijten aan slechte voeding en hygiëne en niet direct aan gewapende confrontaties. De meeste slachtoffers vielen bijvoorbeeld door cholera. Er circuleren cijfers waarbij wordt aangetoond dat twee derde van de Braziliaanse doden overleden is in het hospitaal of tijdens een mars op weg naar de vijand. De meeste Braziliaanse soldaten waren afkomstig uit het noorden en noordoosten van Brazilië ze konden moeilijk omgaan met de abrupte klimaatsverandering. In Paraguay was het veel vochtiger en kouder dan in hun gebied van herkomst. Dit zorgde, in combinatie met gelimiteerde voedselrantsoenen en water van slechte kwaliteit, voor een dodelijke cocktail. Het drinken van rivierwater bezorgde menig soldaat cholera en deze ziekte was waarschijnlijk de voornaamste doodsoorzaak.
De oorlog met Paraguay had zware demografische gevolgen, en niet alleen voor Paraguay. De Argentijnen waren plotseling in een ongewilde oorlog verzeild geraakt en beschikten niet over een professioneel leger. Tijdens de eerste jaren van de oorlog stuurden ze daarom vooral zwarten naar het front, met als resultaat dat de gehele Argentijnse zwarte bevolking tijdens deze oorlog werd gedecimeerd. Dit heeft vandaag de dag nog steeds zijn neerslag op de Argentijnse demografie waar Afro-Argentijnen slechts een relatief klein deel van de bevolking uitmaken.